# William Gallas
William Éric Gallas, (Asnières-sur-Seine, 17 de agosto de 1977) é um ex-futebolista francês que atuava como zagueiro.

## Carreira

### Caen
Willan Éric Gallas ganhou notoriedade no futebol francês quando era ainda um adolescente, no Caen, disputando 16 jogos na temporada 1995–96. As boas exibições conseguidas nas 18 partidas realizadas na temporada seguinte chamaram a atenção do Olympique de Marseille, que contratou-o.

### Olympique Marseille
Gallas continuou a progredir no Vélodrome, onde foi titular durante três temporadas. A sua evolução ajudou o Marseille nas competições europeias e em 1999–00, onde foi titular em sete jogos da Liga dos Campeões.

### Chelsea
O bom futebol exibido no Marseille fez despertar o interesse de vários clubes grandes da Europa, mas foi o Chelsea que acabou por contratá-lo, pela quantia de €12,8 milhões.
Adaptou-se bem a Londres e à Premier League, participando em 30 jogos na sua temporada de estreia. Gallas foi titular indiscutível e um dos melhores jogadores do Chelsea, equipe que terminou a Premier League de 2002–03 em quarto lugar e que se qualificou para a Liga dos Campeões. Em julho, renovou o seu contrato, que o manteria em Stamford Bridge até 2007.
Gallas manteve o seu lugar na equipe principal em 2003–04, apesar da chegada de vários jogadores. Muitas vezes utilizado como lateral-direito, para dar lugar a John Terry e Ricardo Carvalho na zaga, ajudou os blues a terminar a Premier League em segundo lugar e a atingir as semi-finais da Liga dos Campeões.
A temporada 2004–05 foi uma época de contrastes para Gallas, que muitas vezes atuou como lateral, parte da política de rotatividade de José Mourinho. Jogou em 28 jogos da Premier League, na temporada em que a sua equipe levou apenas 15 gols, recorde de gols sofridos até hoje.
Gallas estava insatisfeito de permanecer no Chelsea. Declarou que tinha vontade de ir para o Milan, da Itália, pois achava que seu estilo de jogo combinava com o Campeonato Italiano. Ele iria como parte do pagamento de Andriy Shevchenko, mas no final continuou no blues.

### Arsenal

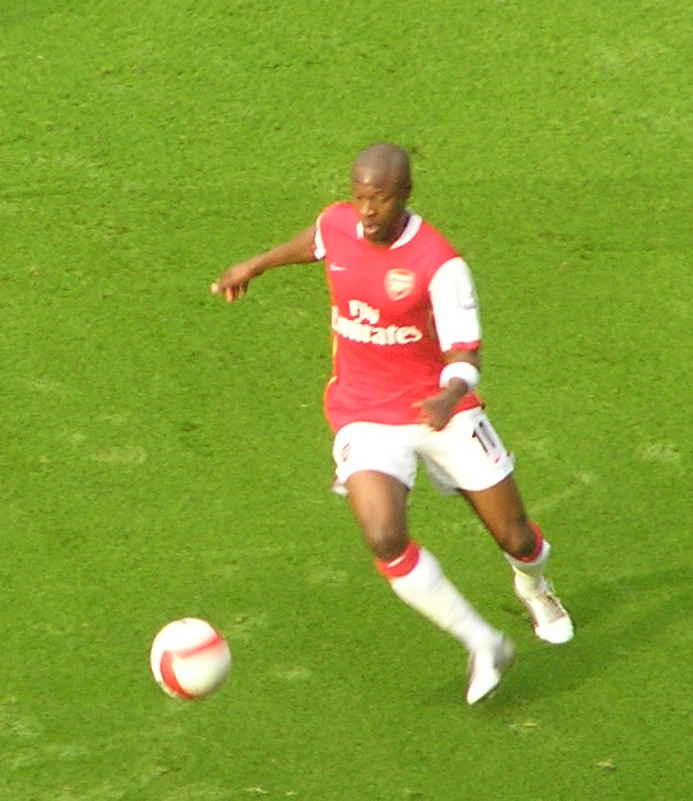
Gallas jogando pelo Arsenal

Ainda insatisfeito, declarou que iria fazer um gol-contra se fosse escalado para o primeiro jogo da Premier League. O Chelsea optou por fazer uma troca com o então lateral-esquerdo do Arsenal Ashley Cole, o que despertou a fúria dos torcedores do clube, que tinham Cole como um de seus grandes ídolos.
No Arsenal, chegou e logo tornou-se titular absoluto da equipe, assumindo a faixa de capitão após a saída de Thierry Henry. Porém, após alguns desentendimentos com o treinador Arsène Wenger, acabou passando a faixa para Cesc Fàbregas.
Ao fim da temporada 2009–10, foi dispensado pelo Arsenal. O provável motivo de sua dispensa foram os já citados desentendimentos com Wenger.

### Tottenham Hostpur

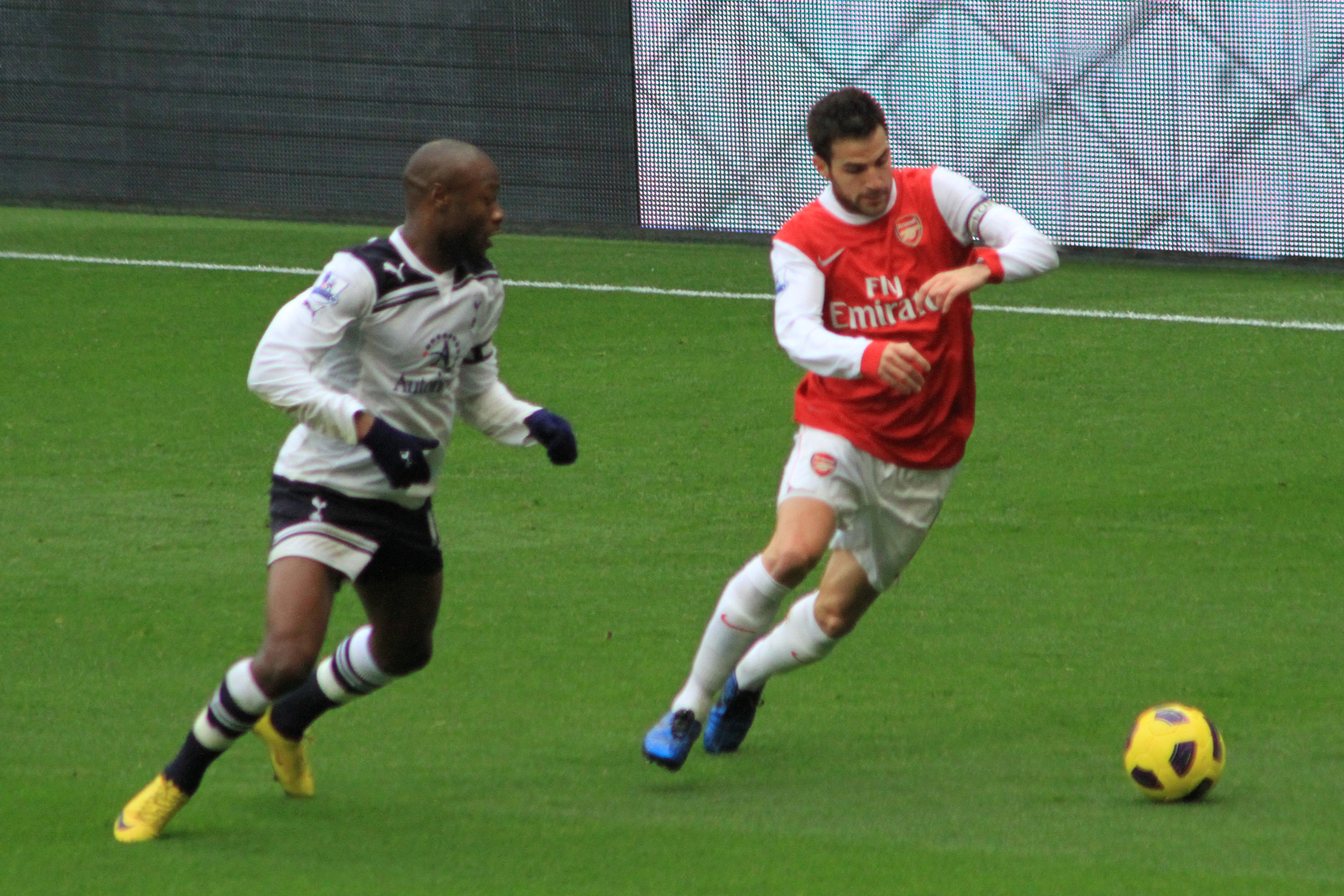
Gallas jogando pelo Tottenham contra seu ex-parceiro de Arsenal, Fàbregas

Em 20 de agosto de 2010, sem contrato com nenhum clube, acertou sua transferência a custo-zero para o Tottenham Hotspur, assinando contrato com duração de um ano. Se tornou o primeiro jogador a atuar pelo três grandes clubes de Londres.

### Perth Glory
Em 23 de outubro de 2013, sem contrato com nenhum clube, acertou sua transferência a custo-zero para o Perth Glory, da Austrália.

## Seleção Nacional
Gallas fez parte de vários elencos das categorias de base da Seleção Francesa de Futebol, incluindo uma Euro Sub-18 vencida pela França, em 1996. Ele também jogou o Mundial Sub-20 1997.
Ele fez sua estreia pela seleção principal em uma vitória 5–0 sobre a Eslovênia na fase de qualificação para a Euro 2004.
Participou da Copa do Mundo FIFA de 2006, onde foi finalista, na Eurocopa de 2004 e 2008, e da Copa das Confederações 2003, vencida pela França. Após a Copa do Mundo, Gallas fez duras críticas a equipe de Portugal, alegando que quando os enfrentou, na semi-final, os portugueses haviam praticado um estilo de jogo injusto e violento.
Foi o herói da classificação francesa para a Copa do Mundo 2010, na repescagem europeia, ao marcar o gol decisivo no empate em 1–1 contra a Irlanda, resultado que classificou a sua seleção, já que a França havia vencido por 1–0 em Dublin.
Integrou também o grupo que disputou a Copa do Mundo de 2010, e viu a França ser eliminada precocemente, ainda na primeira fase.

## Títulos
Caen
- Ligue 2: 1995–96

Chelsea
- Premier League: 2004–05 e 2005–06[1]
- Copa da Liga Inglesa: 2004–05
- Supercopa da Inglaterra: 2005

Seleção Francesa
- Copa das Confederações: 2003